# Allexis obanensis
Allexis obanensis es una especie de árbol perteneciente a la familia  Violaceae. Se encuentra en Camerún y Nigeria. Está tratada en peligro de extinción por pérdida de hábitat. 

## Descripción
Es un árbol que alcanza un tamaño de 7 m de altura; con hojas de 12-40 cm de longitud. Se encuentra en la zona boscosa del Cross River National Park en Nigeria y en el Korup National Park  en Camerún.

## Taxonomía
Allexis obanensis fue descrita por (Baker f.) Melch. y publicado en Notizblatt des Botanischen Gartens und Museums zu Berlin-Dahlem 8: 655, en el año 1924.
sinonimia
- Alsodeia obanensis Baker f.
- Rinorea obanensis (Baker f.) De Wild.[2][4]